# Melvyn Doremus
Melvyn Doremus, né le 29 octobre 1996 est un footballeur professionnel qui joue en tant que milieu de terrain pour le club de Championnat National Chambly. Né en France, il joue pour l'équipe nationale du Bénin.

## Carrière
Doremus a été appelé pour la première fois en équipe nationale du Bénin en novembre 2019 pour un match contre la Sierra Leone, mais n'a pas joué. Il a fait ses débuts internationaux le 2 septembre 2021 lors d'un match de qualification pour la Coupe du monde contre Madagascar, une victoire 1-0 à l'extérieur. Il a débuté et joué l'intégralité du match,.